# Blutbrust-Bartvogel
Der Blutbrust-Bartvogel (Lybius vieilloti) ist eine Art aus der Familie der Afrikanischen Bartvögel. Das Artepitheton „vieilloiti“ trägt der Blutbrust-Bartvogel zu Ehren des französischen Ornithologen Louis Pierre Vieillot.
Die Art kommt in Afrika nördlich des Äquators vor. Es werden mehrere Unterarten unterschieden. Die IUCN stuft den Blutbrust-Bartvogel als nicht gefährdet (least concern) ein.

## Erscheinungsbild

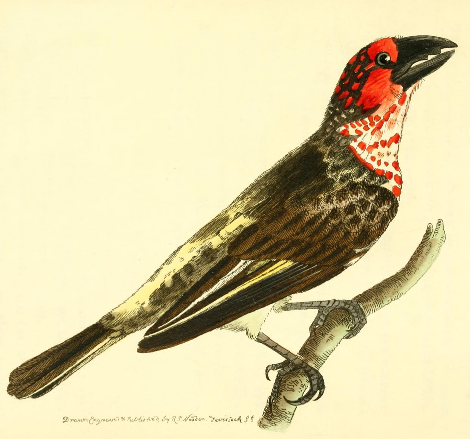
Illustration von Richard Polydore Nodder (1786–1820)

Blutbrust-Bartvögel erreichen eine Körperlänge von etwa 15 Zentimeter. Die Männchen der Nominatform haben eine Flügellänge von 7,7 bis 8,7 Zentimeter. Der Schwanz wird zwischen 4,2 und 4,7 Zentimeter lang. Die Schnabellänge beträgt 1,8 bis 2,1 Zentimeter. Weibchen haben ähnliche Körpermaße. Es besteht kein auffälliger Sexualdimorphismus.
Männchen und Weibchen haben ein rotes Gesicht und ein rotes Kinn. Der Oberkopf ist bei den meisten Individuen fein rot getupft, bei einigen Individuen sind die Tupfen auch gelb. Diese Tupfung findet sich auch an der Kehle und auf der Brust. Der Nacken ist schwarz, die Kehle weiß mit roten Federspitzen. Der Rücken ist schwarz, an den Rückenseiten haben die Federn weißgelbe Flecken, der Bürzel ist gelbbraun und die Oberschwanzdecken gelb. Die Steuerfedern sind braun und weisen gelbliche Säume auf. Der Bauch ist gelb, die Bauchmitte ist fein rot getupft. Der Schnabel ist schieferfarben, die unbefiederte Haut rund um die Augen ist grau. Die Augen sind gelb, orange oder braun. Die Füße sind schwarzgrau bis dunkelbraun. Jungvögel ähneln den adulten Vögeln, weisen aber deutlich weniger Rotanteile im Gefieder auf.
Das Verbreitungsgebiet des Blutbrust-Bartvogels überlappt sich partiell mit dem zweier anderer Zahnbartvögel. Von beiden Arten ist der Blutbrust-Bartvogel sehr einfach zu unterscheiden: Der Weißkopf-Bartvogel hat einen weißen Kopf und ist etwas größer. Der Purpurmasken-Bartvogel hat ein überwiegend schwarzes Körpergefieder.

## Verbreitungsgebiet
Das Verbreitungsgebiet des Blutbrust-Bartvogels erstreckt sich vom Südwesten Mauretaniens, Senegal, dem Süden Malis, dem Süden Nigers, dem Süden des Tschad, Sudan und dem Nordwesten Äthiopiens bis nach Sierra Leone, Liberia, dem Südosten der Elfenbeinküste, Ghana, Togo, Benin, Nigeria, dem Süden Kameruns, der Zentralafrikanischen Republik und dem Nordosten der Demokratischen Republik Kongo. In Westafrika schrumpft sein Verbreitungsgebiet aufgrund der zunehmenden Abholzung von Wäldern zusammen.

## Lebensweise
Der Blutbrust-Bartvogel besiedelt offenes Waldland, baumbestandenes Grasland oder Wald-Grasland-Mosaike, Buschland, Waldränder und Kulturland. Er wird in Trupps von bis zu sechs Vögeln beobachtet. An Bäumen sucht er sowohl das Astwerk der Wipfel als auch die Baumborke nach Nahrung ab. Sein Nahrungsspektrum besteht aus Früchten und Beeren sowie Insekten. 
Blutbrust-Bartvögel sind Höhlenbrüter, die selbst gehackte Baumhöhle nutzen. Häufig nutzen die Trupps eine Baumhöhle für die Rast, so dass bis zu sechs Individuen in einer Höhle ruhen. Vermutlich sind es territoriale Vögel, deren Revier jedoch sehr groß ist. Das Gelege besteht aus zwei bis drei weißen Eiern. Details der Fortpflanzungsbiologie sind unbekannt. Der Kleine Honiganzeiger ist ein Nistparasit dieses Bartvogels.

## Belege